# La Vérité sur l'imaginaire passion d'un inconnu
Pour plus de détails, voir Fiche technique et Distribution.
La Vérité sur l'imaginaire passion d'un inconnu est un film français réalisé par Marcel Hanoun et sorti en 1974.

## Fiche technique
- Titre : La Vérité sur l'imaginaire passion d'un inconnu
- Réalisation : Marcel Hanoun
- Scénario : Marcel Hanoun
- Photographie : Marcel Hanoun
- Costumes : Jean de Gaspary
- Montage : Marcel Hanoun et Denise de Casabianca
- Production : Science Film
- Pays d'origine :  France
- Durée : 86 minutes
- Date de sortie : France - 30 octobre 1974

## Distribution
- Michel Morat : le Christ homme
- Anne Wiazemsky : le Christ femme
- Isabelle Weingarten : Marie
- Tamia : Marie-Madeleine
- Michael Lonsdale : le reporter TV et Ponce Pilate
- Ferruccio Malandrini : Jean-Baptiste
- Maurice Poullenot : Caïphe
- Arlette Emmery : la fille folle
- Bernard Pinon : Judas
- Olivier Delilez : le bon larron
- Jean de Gaspary
- Stephan Koziak

## Sélection
- Festival de Cannes 1974 (sélection de la Quinzaine des réalisateurs)[1]